# George Campbell (8e duc d'Argyll)
Pour les articles homonymes, voir George Campbell et Campbell.
John George Douglas Campbell (30 avril 1823 – 24 avril 1900), 8e duc d'Argyll, est un éminent homme politique libéral écossais du Royaume-Uni et polymathe, nommé marquis de Lorne jusqu'en 1847. Il a fait une découverte géologique importante dans les années 1850 lorsque son locataire a trouvé des feuilles fossilisées incrustées dans de la lave basaltique sur l'île de Mull. Il a également contribué à populariser l'ornithologie et a été l'un des premiers à donner un compte rendu détaillé des principes du vol des oiseaux dans l'espoir de faire progresser la navigation aérienne artificielle (c'est-à-dire les machines volantes). Il a produit de nombreux écrits sur des sujets allant de la science et de la théologie à l'économie et à la politique. En plus de cela, il a servi en bonne place dans les administrations de Lord George Hamilton-Gordon (4e comte d'Aberdeen), Lord Henry John Temple, John Russell (1er comte Russell) et William Ewart Gladstone.

## Origines
John George Douglas Campbell est né au château d'Ardencaple, Dunbartonshire, deuxième mais seul fils survivant de John Campbell (7e duc d'Argyll), et de sa seconde épouse Joan Glassel, la fille unique de John Glassel. Il succède à son père comme duc en 1847. À sa mort, il devient également Master of the Household of Scotland (maître héréditaire de la maison d'Écosse) et Shriff d'Argyllshire.

## Carrière politique

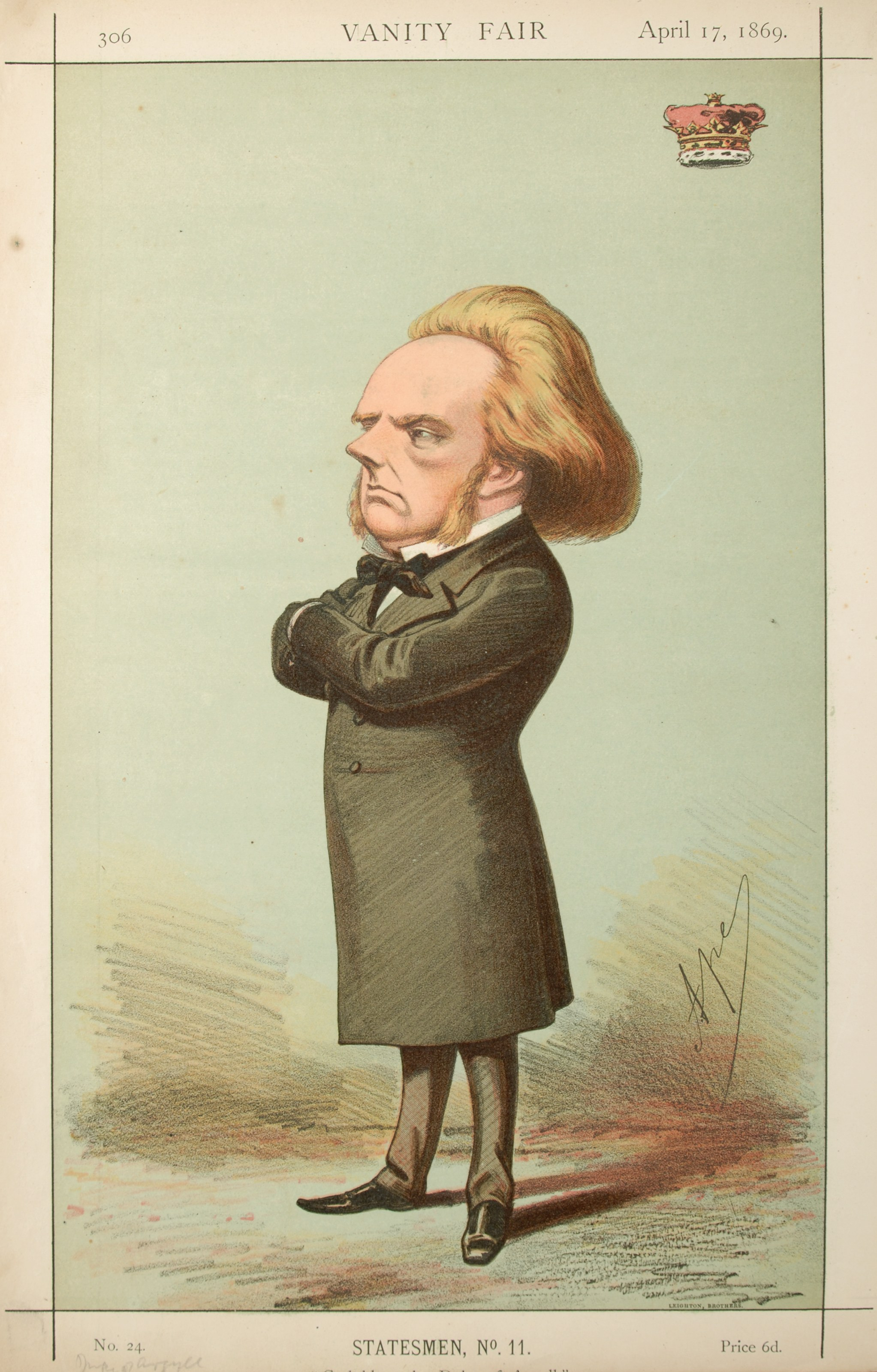
Caricature du duc d'Argyll par Carlo Pellegrini, Vanity Fair, 1869.

Au moment de sa succession, Argyll s'est déjà fait remarquer en tant qu'auteur de pamphlets sur la schisme de 1843 de l'Église d'Écosse, qu'il s'efforce d'éviter ; il prend rapidement un rôle proéminent du côté du Parti libéral (Royaume-Uni) dans la politique parlementaire. Il est un orateur fréquent et éloquent à la Chambre des lords. Proche collaborateur du prince Albert de Saxe-Cobourg-Gotha, il sert comme Lord du Sceau Privé (Lord Privy Seal) entre 1852 et 1855 dans le cabinet de Lord Aberdeen, puis comme ministre des Postes (Postmaster General) entre 1855 et 1858 dans le premier cabinet de Lord Palmerston. Il est à nouveau Lord du Sceau Privé entre 1859 et 1866 dans la seconde administration Palmerston, puis sous la seconde administration de Lord Russell, position dans laquelle il se fait remarquer comme un ardent défenseur de la cause du Nord pendant la guerre de Sécession.
Il est un catalyseur majeur de la loi sur l'éducation (Écosse) de 1872. Sous sa direction en 1866, la Commission Argyll se penche sur le système scolaire écossais et le trouve profondément inadéquat. Le rapport - finalement terminé en 1869 - est utilisé pour appeler à des réformes de l'éducation. À la suite de ce lobbying, la loi sur l'éducation (Écosse) de 1872 est adoptée, y rendant l'enseignement primaire obligatoire pour les enfants âgés de 5 à 13 ans.
Dans le premier gouvernement de William Ewart Gladstone de 1868 à 1874, Argyll devient secrétaire d'État à l'Inde, rôle dans lequel son refus de promettre un soutien contre les Russes à l'émir d' Afghanistan contribue à conduire à la seconde guerre anglo-afghane. L'épouse d'Argyll, née Elizabeth Georgiana Leveson-Gower, est également Maîtresse de la garde-robe dans ce gouvernement. Argyll joue aussi un rôle clé dans la création du Royal Indian Engineering College qui fonctionne de 1872 à 1906. Ce collège, situé sur le domaine de Cooper's Hill, près d'Egham, est créé afin de former des ingénieurs civils pour le département indien du ministère des travaux publics. En 1871, alors qu'il est membre du Cabinet, son fils et héritier, John Campbell (1845-1914), épouse l'une des filles de la reine Victoria, Louise du Royaume-Uni (1848-1939), rehaussant son statut.
En 1880, il sert de nouveau sous Gladstone, en tant que Lord du sceau privé, mais démissionne le 31 mars 1881 pour protester contre le Land Bill de Gladstone, affirmant qu'il interfère avec les droits des propriétaires et a été apporté en réponse au terrorisme. En 1886, il rompt complètement avec Gladstone sur la question du soutien du Premier ministre à la Home Rule (Irlande), bien qu'il ne rejoigne pas le Parti libéral unioniste, mais suit une voie indépendante. Ayant déjà été Vice Lord-lieutenant à partir de 1847, Argyll occupe le poste honorifique de Lord-lieutenant du Argyllshire de 1862 jusqu'à sa mort en 1900. Il est  assermenté au Conseil privé (Royaume-Uni) en 1853, nommé chevalier de l'Ordre du Chardon en 1856 et chevalier de l'Ordre de la Jarretière en 1883. En 1892, il est créé duc d'Argyll dans la pairie du Royaume-Uni.

## Contributions universitaires
Argyll est également un scientifique amateur dédié à de nombreux domaines scientifiques. Outre ses propres travaux en ornithologie, il a écrit sur l'anthropologie, l'évolution, la glaciologie et l'économie. Il est un chef de file dans l'opposition savante contre le darwinisme (1869, 1884b) bien qu'il ne soit pas contre la théorie de l'évolution, il plaide plutôt pour l'évolution théiste. Son travail, longtemps considéré comme réactionnaire, est cependant aujourd'hui souvent considéré comme utile en opposant des arguments réfléchis aux faiblesses des théories de ses détracteurs. Il argumente contre la capacité érosive des glaciers (1873) et est un économiste important (1893) et un institutionnaliste (1884a) ; dans ce dernier titre, il est assez similaire à son adversaire politique, Benjamin Disraeli.
En 1851, il est élu membre de la Royal Society et nommé chancelier de l'université de St Andrews. Trois ans plus tard, il devient également recteur de l'université de Glasgow. En 1849, il est élu membre de la Royal Society of Edinburgh et en est le président de 1860 à 1864. En 1855, il devient président de la British Science Association. De 1872 à 1874, il est président de la Société géologique de Londres. En 1866, il est membre fondateur de la première société aéronautique de Grande-Bretagne, l'Aeronautical Society of Great Britain (plus tard rebaptisée Royal Aeronautical Society) et en est le président de 1866 à 1895. Il est élu membre de l' American Antiquarian Society en 1869. En 1886, il est élu membre de la Société américaine de philosophie.

## Vie privée
George Campbell a été marié trois fois. Il épouse d'abord Lady Elizabeth Leveson-Gower, fille aînée de George Sutherland-Leveson-Gower (2e duc de Sutherland), en 1844. Ils ont cinq fils et sept filles :
- John Campbell, 9e duc d'Argyll (6 août 1845 - 2 mai 1914) ; épouse la princesse Louise du Royaume-Uni en 1871
- Archibald Campbell (18 décembre 1846-29 mars 1913) ; épouse Janey Callendar et a des descendants dont Niall Campbell (10e duc d'Argyll)
- Walter Campbell (30 juillet 1848 - 2 mai 1889) ; épouse Olivia Clarkson Miln en 1874 et est le grand-père de Ian Campbell (11e duc d'Argyll)
- Edith Campbell (7 novembre 1849-6 juillet 1913) ; épouse Henry Percy (7e duc de Northumberland) en 1868
- George Granville Campbell (25 décembre 1850 - 21 avril 1915) ; épouse Sybil Alexander en 1879
- Elizabeth Campbell (14 février 1852 - 24 septembre 1896) ; épouse le lieutenant-colonel Edward Harrison Clough-Taylor en 1880
- Colin Campbell (9 mars 1853 - 18 juin 1895) ; épouse Gertrude Elizabeth Blood en 1881
- Victoria Campbell (22 mai 1854 - 6 juillet 1910)
- Evelyn Campbell (17 août 1855 - 22 mars 1940) ; épouse James Baillie-Hamilton en 1886
- Frances Campbell (22 février 1858 - 25 février 1931) ; épouse l'architecte Eustace Balfour, frère du Premier ministre Arthur Balfour
- Mary Emma Campbell (22 septembre 1859 - 22 mars 1947) ; épouse Edward Glyn, évêque anglican de Peterborough
- Constance Harriett Campbell (11 novembre 1864 - 9 février 1922) ; épouse Charles Emmott en 1891

La duchesse d'Argyll décède à l'âge de 53 ans en mai 1878. En 1881, George Campbell épouse Amelia Maria (née en 1843), fille de Thomas Claughton, évêque de St Albans, et veuve d'Augustus Anson. Elle meurt à l'âge de 50 ans en janvier 1894. En 1895, Argyll se marie une troisième fois avec Ina, fille d'Archibald McNeill. Ina survit au duc d'un quart de siècle, mourant en décembre 1925. Il n'y a aucun enfant des deuxième ou troisième mariages.
Argyll décède au château d'Inveraray en avril 1900, six jours avant son 77e anniversaire, et est enterré à l'église paroissiale de Kilmun. Il est remplacé dans ses titres par son fils aîné John.

## Postérité
Argyll Road à Penang, en Malaisie, est nommée en son honneur.

## Principaux travaux
- The Reign of Law (Le règne de la loi), Londres : Strahan. (5e éd. en 1868), 1867.
- Primeval Man: An Examination of some Recent Speculations (Primeval Man: Un examen de quelques spéculations récentes), New York : Routledge, 1869.
- President's Anniversary Address (Discours d'anniversaire du président), Actes de la Société géologique. pp. li - lxxviii, 1873.
- The Eastern Question (La Question d'Orient), Londres : Strahan, 1879.
- The Unity of Nature (L'unité de la nature), New York : Putman, 1884.
- Scotland As It Was and As It Is (L'Écosse telle qu'elle était et telle qu'elle est), 1887.
- The Unseen Foundations of Society. An Examination of the Fallacies and Failures of Economic Science Due to Neglected Elements (Les fondements invisibles de la société. Un examen des erreurs et des échecs de la science économique dus à des éléments négligés), Londres : John Murray, 1893.
- The Philosophy of Belief; Or, Law in Christian Theology (La philosophie de la croyance ; Ou, Droit en théologie chrétienne), 1896
- Organic Evolution Cross-Examined (L'évolution organique contre-interrogée), 1898.
- Autobiography and Memoirs, (Autobiographie et mémoires), 1906.